# Halte de Gourland
La halte de Gourland est une halte ferroviaire française de la ligne de Guingamp à Paimpol, située sur le territoire de la commune de Grâces, près de Guingamp, dans le département des Côtes-d'Armor, en région Bretagne. La halte est située derrière le centre commercial, non loin du passage à niveau, rue de Gourland.
C'est une halte ferroviaire de la Société nationale des chemins de fer français (SNCF), desservie par des trains TER Bretagne circulant entre Guingamp et Paimpol. La ligne présente la particularité d'être exploitée en affermage par la société des Chemins de fer et transport automobile (CFTA), qui permet l'arrêt à la demande pour les haltes de la ligne.

## Situation ferroviaire
Établie à 171 m d'altitude, la halte de Gourland est située au point kilométrique (PK) 507,194 de la ligne de Guingamp à Paimpol, entre la gare de Guingamp et la gare de Trégonneau - Squiffiec.

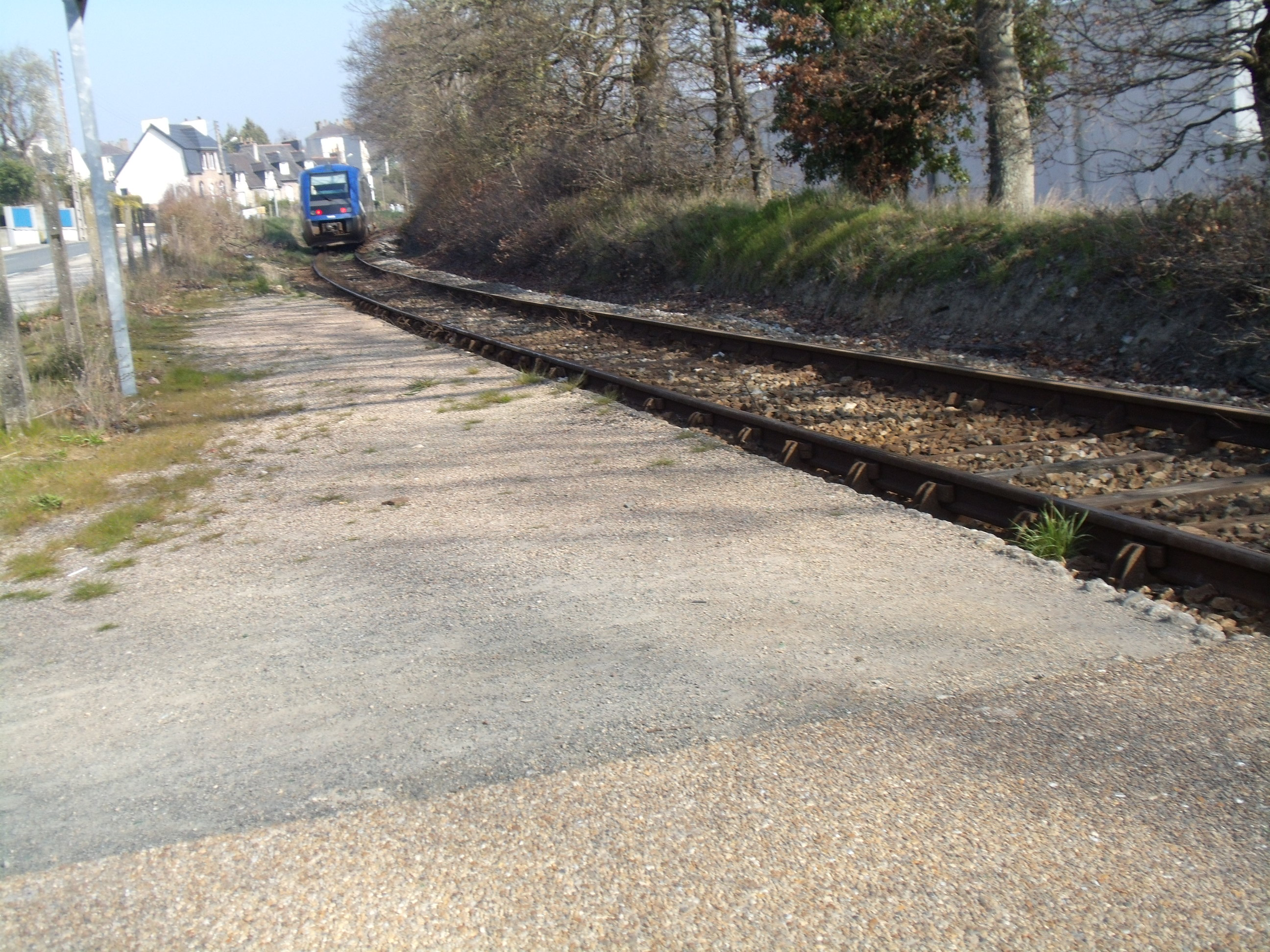
La voie et le quai, départ d'un TER en direction de Paimpol

## Histoire
Un arrêt est créé en 1926.
Depuis 1963 la ligne est exploitée en affermage par la société des Chemins de fer et transport automobile (CFTA).

## Fréquentation
De 2015 à 2023, selon les estimations de la SNCF, la fréquentation annuelle de la gare s'élève aux nombres indiqués dans le tableau ci-dessous.
| Année     | 2015  | 2016 | 2017  | 2018  | 2019 | 2020  | 2021  | 2022  | 2023  |
| --------- | ----- | ---- | ----- | ----- | ---- | ----- | ----- | ----- | ----- |
| Voyageurs | 1 608 | 382  | 1 077 | 2 325 | 865  | 1 651 | 2 918 | 2 554 | 3 068 |

## Service des voyageurs

### Accueil
Halte SNCF, c'est un point d'arrêt non géré (PANG), elle dispose d'un quai latéral avec un abri.

### Desserte
Gourland est desservie par des trains TER Bretagne qui effectuent des missions entre les gares de Paimpol et Guingamp.